# Gaius Iunius Tiberianus
Gaius Iunius Tiberianus war ein römischer Senator und Stadtpräfekt. 
Im Jahr 281 wurde Tiberianus zusammen mit Kaiser Probus ordentlicher Konsul.  Ein zweites Konsulat bekleidete Tiberianus im Jahr 291, im gleichen Jahr hatte er die Stadtpräfektur inne.
Tiberianus wird zumeist vom gleichnamigen Stadtpräfekten des Jahres 303/304 unterschieden. Dieses Amt wird stattdessen seinem Sohn Iunius Tiberianus zugewiesen, der irgendwann zwischen 293 und 305 als Prokonsul von Asia amtiert hatte. Zuweilen wird Gaius Iunius Tiberianus auch mit dem Dichter Tiberianus identifiziert.